# Шмид, Альфред Андреас
Альфред Андреас Шмид (нем. Alfred Andreas Schmid; 29 марта 1920 года, Люцерн — 29 июля 2004 года, Марсенс, кантон Фрибур) — швейцарский историк искусства и профессор Фрибурского университета. Шмид способствовал сохранению многих швейцарских памятников. Благодаря ему многие памятники в Швейцарии были сохранены от сноса, были исследованы, задокументированы, подверглись реставрации и консервации на высоком научном уровне.

## Биография

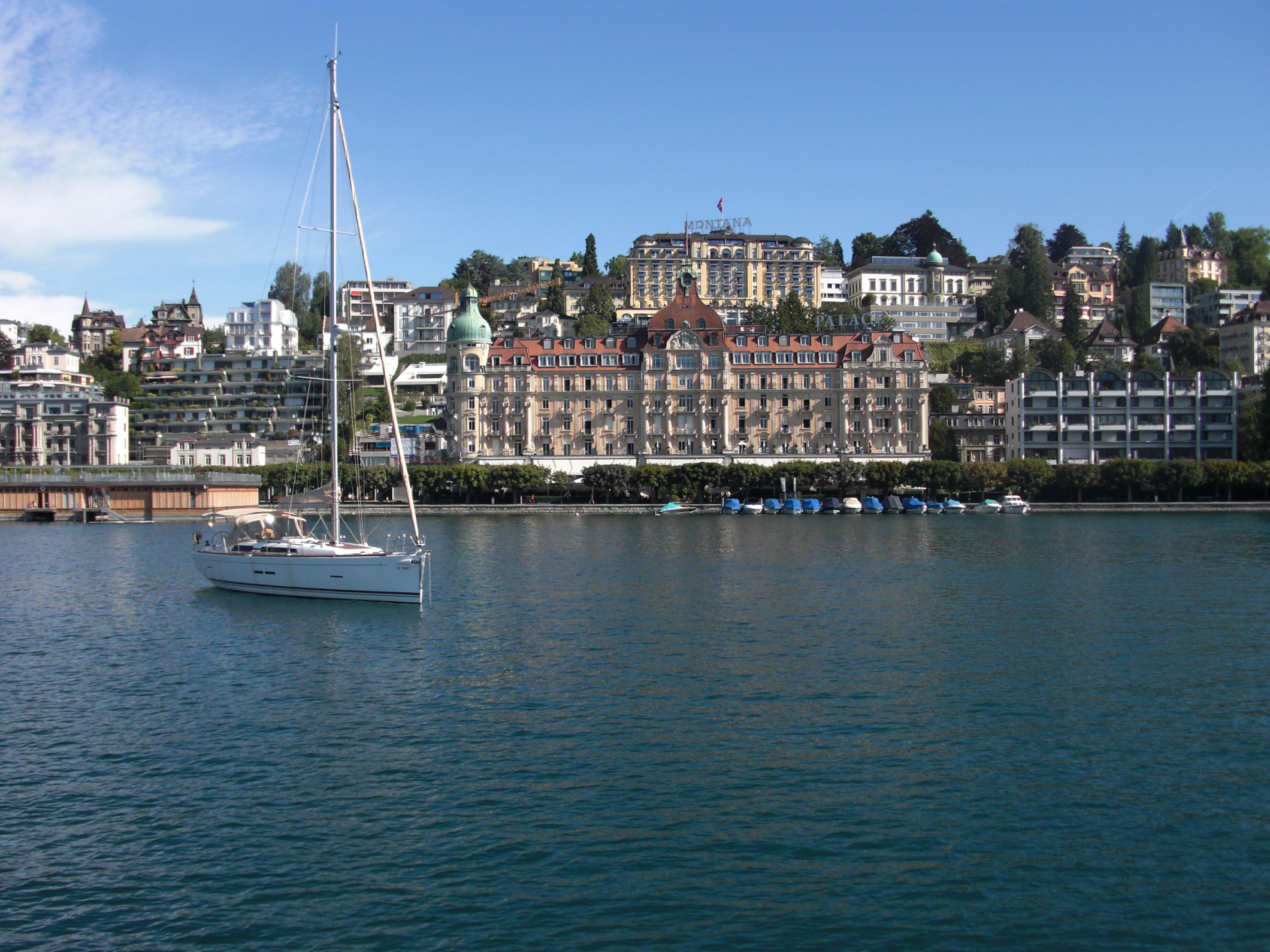
Люцерн. Швейцария

Альфред Андреас Шмид, второй ребёнок Франца Адама и Берты Эрмине Хеллер, вырос в католической семье в Люцерне. Окончил кантональную школу Люцерна. Затем после школы для новобранцев Шмид отслужил в частях противовоздушной обороны в городе Бругг.
Изучал историю искусств, классическую археологию и вспомогательные исторические науки в университетах Цюриха и Базеля, а также в Швейцарской высшей технической школе Цюриха (ETH Zurich). В 1944 году перенес полиомиелит, правда, без каких-либо дальнейших последствий.

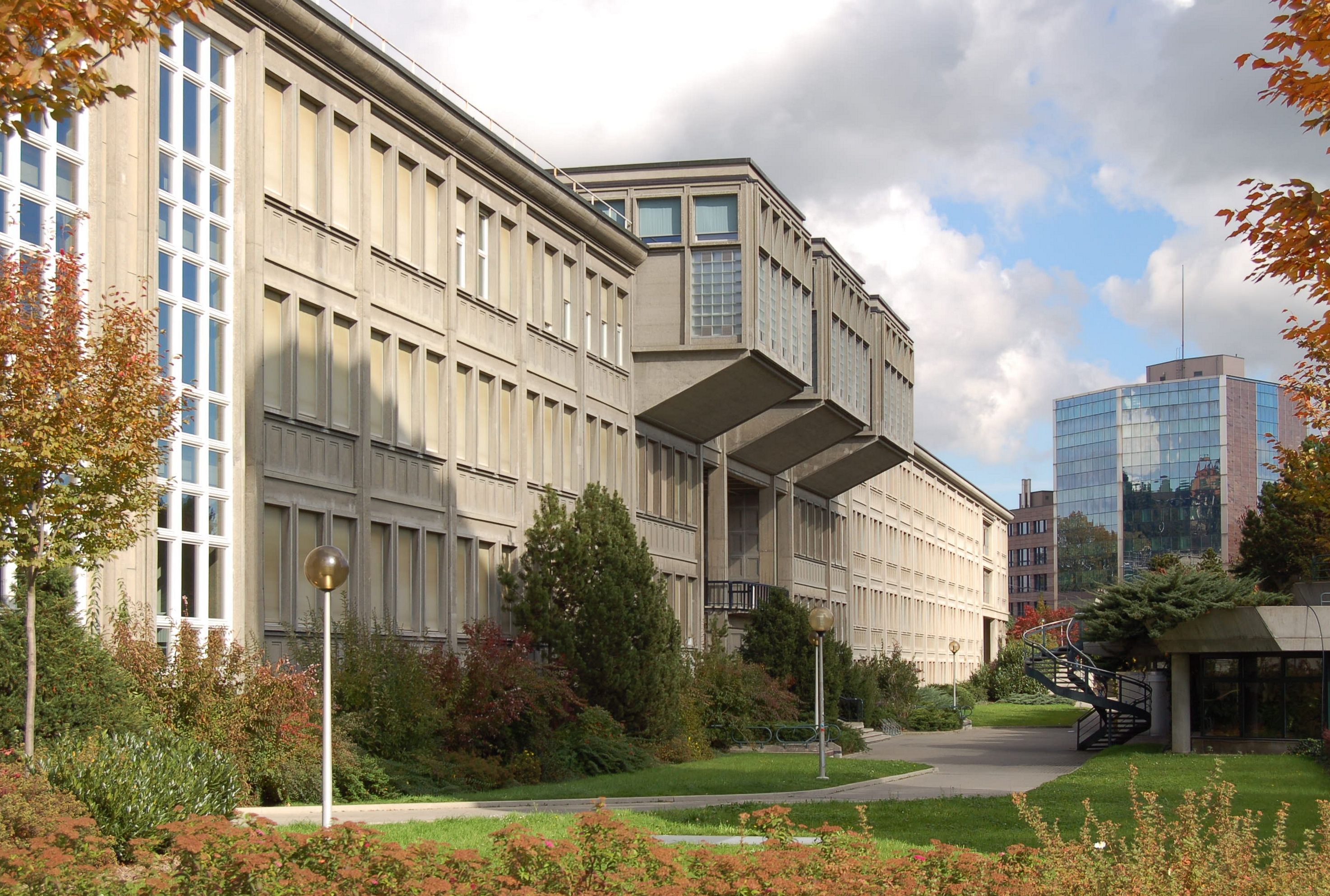
Фрибурский университет. Швейцария

В 1946 году Шмид получил докторскую степень под руководством Йозефа Гантнера в Базеле. Его диссертация была посвящена книжной живописи Швейцарии до и после Реформации. В том же году он начал преподавать во Фрибурском университете. В том же университете он стал адъюнкт-профессором (1949) и полным профессором истории искусств (1956—1990). С 1961 по 1964 год он был приглашенным профессором в Лозаннском университете. Он был холост.
Как преподаватель университета, Шмид подготовил несколько поколений искусствоведов и способствовал высокому научному уровню сохранения швейцарских памятников. Благодаря Альфреду Шмиду многие памятники в Швейцарии были сохранены от сноса, были исследованы и подверглись реставрации и консервации.
В 1952 году Шмид стал членом Федеральной комиссии по охране памятников, а в 1964 году — её президентом. За время его президентства швейцарская служба охраны памятников превратилась в хорошо управляемое учреждение. Города и кантоны создают свои автономные учреждения. За это время Федеральная комиссия по охране памятников отреставрировала или поставила под охрану памятников 2342 объекта. Федеральные субсидии на реставрацию с 1960 по 1965 год удвоились с 2 до 4 миллионов франков и достигли пика в 1989 году, когда они составили почти 42 миллиона.
Многие культурные ценности при поддержке Шмида были добавлены в список мирового культурного наследия, например, район аббатства Санкт-Галлен, старый город Берна или бенедиктинский монастырь Святого Иоганна в Мюстаире.
Свою личную библиотеку Альфред А. Шмид завещал библиотеке аббатства Санкт-Галлена. Она занимает 250 полочных метров специальной литературы по истории искусства, это преимущественно средневековая книжная живопись и эпоха барокко.

## Труды
В 1953 году Шмид опубликовал статью о «Рукописи Райхенауэра в Брешии» в Arte del primo Millenio (Искусство Раннего Тысячелетия).
Труды Павийской конференции по изучению искусства Средневековья (Atti del convegno di Pavia per lo studio dell’arte dell’Alto Medio Evo) (1950)
В 1954 году его диссертация «Исследования книжной живописи XVI века» была опубликована в виде книги издательством «Урс-Граф Ферлаг» в Ольтене.
Das Graduale von St. Katharinental (Развитие церкви Св. Катариненталь_- в 1958 году в отчете Фонда Готфрида Келлера.
В 1964 году Шмид опубликовал «Festschrift für Linus Birchler, Corolla heremitana» .
В 1968 году он был соредактором четырёхтомного «Лексикона христианской иконографии», который был опубликован в Риме, Фрибуре, Базеле и Вене.
В 1971 году он опубликовал вместе с Эллен Дж. Бир «Die Buchkunst der Bibel von Moutier-Grandval» (Книжное искусство Библии Мутье-Гранваля).
В 1971 году он взял на себя публикацию двух- и нового трехтомного художественного путеводителя по Швейцарии.
В 1977 году Шмид опубликовал том комментариев к «Люцернским хроникам» Дибольда Шиллинга Младшего. Шмид описал картины с исторической точки зрения.

## Должности
С 1949 по 1960 год он был членом Швейцарской комиссии по делам ЮНЕСКО.
С 1952 по 1956 год Шмид временно возглавлял Художественно-исторический музей во Фрибуре.
С 1952 года — был членом Федеральной комиссии по охране памятников; с 1964 по 1990 год- его президентом.
В 1956 году был деканом философского факультета Фрибурского университета.
Был членом Швейцарского национального научного фонда; С 1987 по 1990 год — его президентом.
Член Исполнительного комитета Международного совета по сохранению памятников и достопримечательных мест (Icomos).
Соучредитель и первый президент Icomos Switzerland.

## Награды
В 1946 году Ватикан наградил его орденом «Ordo Sancti Silvestri Papae».
В 1972 году Шмид был назван почётным гражданином сообщества Фрибур.
В 1975 году он получил приз культуры Центральной Швейцарии.
В 1979 году Национальный комитет Германии по охране памятников наградил его кольцом Карла Фридриха Шинкеля
В 1980 г., к его 60-летию, вышло в свет памятное издание «Искусство вокруг Карла Борромео»
В 1981 году Шмид стал почётным гражданином города Фрибура (в Юхтланде).
В 1990 году, к 70-летию со дня рождения, вышло юбилейное издание «Памятник и время»
В 1999 году Фонд Альфреда Тёпфера наградил его Европейской золотой медалью за сохранение памятников